# Classificació Vox-ATypI
En tipografia, la classificació Vox-ATypI permet classificar els tipus de lletra en quatre grans famílies (clàssiques, modernes, cal·ligràfiques i no llatines). Inventada originalment per Maximilien Vox el 1952, va ser adoptada el 1962 per la Association Typographique Internationale (ATypI) i el 1967 va esdevenir un British Standard (Coneguda com a "Classificació Britànica Estàndard de Tipografies" o simplement: BS 2961:1967). Aquesta classificació intenta agrupar les tipografies segons les tendències i estils típics de determinades èpoques (del segle xv al segle XX), i basant-se també en diversos criteris visuals (amplada del traç, eix d'inclinació, etc.). La classificació Vox-ATypI defineix una tipologia de caràcters, però en realitat un tipus de lletra pot heretar les característiques de diverses famílies.